# Сан-Карлос (Антьокия)
Сан-Карлос (исп. San Carlos) — город и муниципалитет на севере Колумбии, на территории департамента Антьокия. Входит в состав субрегиона Восточная Антьокия.

## История
Поселение из которого позднее вырос город было основано 14 августа 1786 года. Муниципалитет Сан-Карлос был выделен в отдельную административную единицу в 1830 году.

## Географическое положение
Город расположен в юго-восточной части департамента, в гористой местности Центральной Кордильеры, на берегу реки Гуатапе, на расстоянии приблизительно 61 километра к востоку от Медельина, административного центра департамента. Абсолютная высота — 1113 метров над уровнем моря.

Муниципалитет Сан-Карлос граничит на севере с муниципалитетами Сан-Рафаэль, Сан-Роке и Караколи, на востоке — с муниципалитетом Пуэрто-Наре, на юго-западе — с муниципалитетом Гранада, на юге — с муниципалитетом Сан-Луис, на западе — с муниципалитетом Гуатапе. Площадь муниципалитета составляет 702 км².

## Население
По данным Национального административного департамента статистики Колумбии, совокупная численность населения города и муниципалитета в 2012 году составляла 15 976 человек.
Динамика численности населения муниципалитета по годам:
| 2005   | 2006   | 2007   | 2008   | 2009   | 2010   | 2011   | 2012   |
| ------ | ------ | ------ | ------ | ------ | ------ | ------ | ------ |
| 15 826 | 15 815 | 15 841 | 15 860 | 15 895 | 15 918 | 15 951 | 15 976 |

Согласно данным переписи 2005 года мужчины составляли 49,5 % от населения Сан-Карлоса, женщины — соответственно 50,5 %. В расовом отношении белые и метисы составляли 98,5 % от населения города; негры, мулаты и райсальцы — 1,3 %, индейцы — 0,2 %.
Уровень грамотности среди всего населения составлял 83,9 %.

## Экономика
Основу экономики Сан-Карлоса составляют гидроэнергетика (на территории муниципалитета вырабатывается 20 % электроэнергии, производимой в Колумбии), сельскохозяйственное производство и туризм. Развито животноводство. Основными культурами возделываемыми на территории муниципалитета являются кофе, кукуруза, юкка, какао, томаты, сахарный тростник и др.

59,6 % от общего числа городских и муниципальных предприятий составляют предприятия торговой сферы, 27 % — предприятия сферы обслуживания, 12,9 % — промышленные предприятия, 0,5 % — предприятия иных отраслей экономики.